# 石梁乡 (蓬安县)
石梁乡，是中华人民共和国四川省南充市蓬安县曾经下辖的一个乡。2019年10月，撤销石梁乡，将其所属行政区域划归平头乡管辖。

## 行政区划
石梁乡撤销前下辖以下地区：
沙坝村、祝家嘴村、刚石嘴村、庙儿坝村、袁家包村、三元贯村、中元贯村、猴家山村、元子山村、卢家沟村、沿江村和大垭口村。